# Julia Yeomans
Julia Mary Yeomans (Derby, 15 ottobre 1954) è una fisica britannica nota per i suoi contributi alla fisica statistica, alla fisica della materia soffice e alla biofisica.

## Biografia
Julia Yeomans ha studiato fisica presso l'Università di Oxford, conseguendo il Bachelor of Arts nel 1976 e il dottorato, in fisica teorica, nel 1979. Ebbe come relatore Robin Stinchcombe, e la tesi era intitolata Critical phenomena in disordered systems.
Dopo due anni come post-doc presso la Cornell University sotto Michael E. Fisher, è diventata docente presso il Dipartimento di Fisica dell'Università di Southampton nel 1981. Nel 1983 si è poi trasferita all'Università di Oxford, dove è diventata professoressa nel 2002.

## Ricerche
Dopo una prima parte di carriera incentrata sullo studio di modelli meccanico-statistici su reticolo e transizioni di fase, Julia Yeomans si è dedicata allo studio di varie tematiche legate ai fluidi complessi e alla microfluidità, salendo alla ribalta nel 1995-1996 con due articoli fondamentali per l'applicazione dei metodi reticolari di Boltzmann alla simulazione dei flussi multifase.
Si è poi dedicata anche allo studio dell'interazione fluido-superficie in contesti come la formazione di gocce in microcanali o su superfici fortemente idrofobiche, allo studio del nuoto dei microorganismi, e allo studio di varie classi di materia attiva, come sospensioni batteriche (dove nel 2012 fu una degli autori di un lavoro divenuto poi una pietra miliare dell'argomento) e vari tipi di nematici attivi, anche con applicazione in ambito biomedico.

## Riconoscimenti
Nel 2011 Yeomans ha ricevuto un ERC Advanced Grant, un finanziamento alla ricerca riservato a scienziati che hanno dimostrato di essere fra i migliori nel loro campo. Nel 2013 è stata eletta fellow della Royal Society (FRS), e nel 2021 ha ricevuto il Sam Edwards Medal and Prize dell'Institute of Physics, rivolto a chi ha ottenuto importanti risultati nel campo della materia soffice.